# Stazione di Calitri-Pescopagano

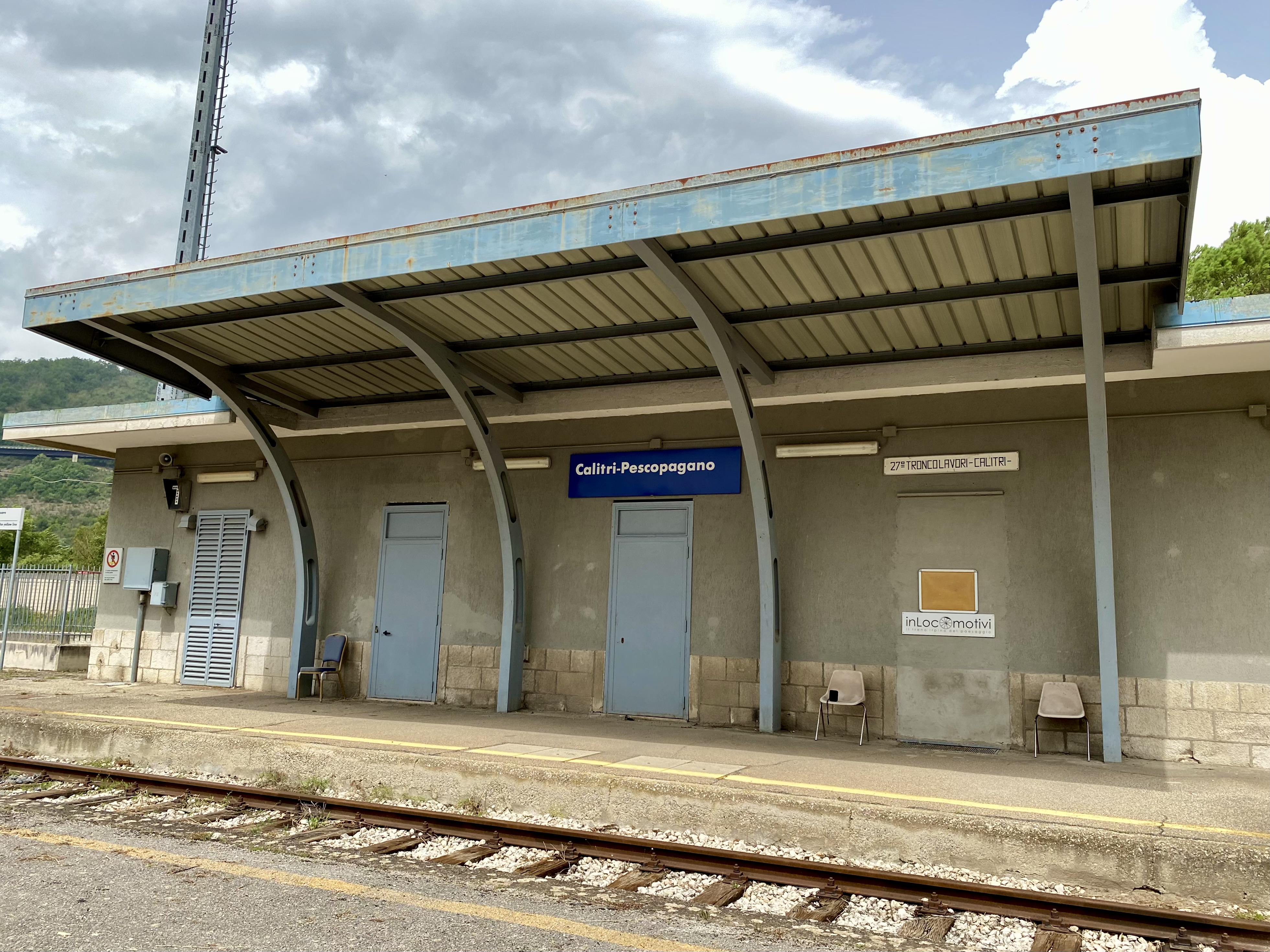
Fabbricato viaggiatori della stazione di Calitri-Pescopagano

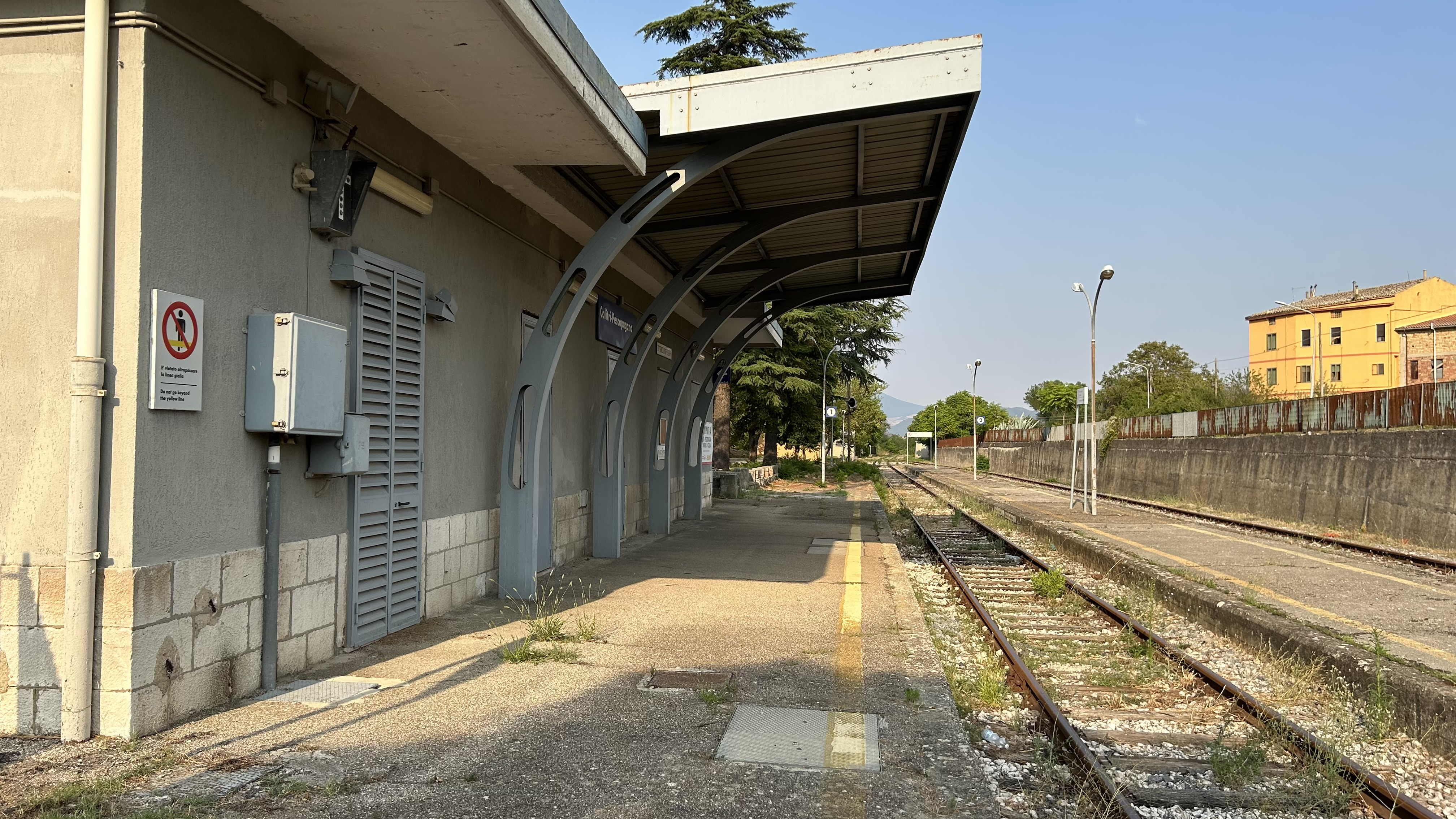
Fabbricato viaggiatori della stazione di Calitri-Pescopagano

La stazione di Calitri-Pescopagano è una stazione ferroviaria posta sulla linea Avellino-Rocchetta Sant'Antonio, a servizio dei comuni di Calitri (in provincia di Avellino) e Pescopagano (in provincia di Potenza). Entrambi i centri abitati sono ubicati a notevole distanza dalla stazione.

## Storia
La stazione di Calitri-Pescopagano, inaugurata insieme alla linea nel 1895, ebbe fin dall'inizio una discreta importanza per movimento passeggeri, non tanto per la vicinanza con i paesi ma perché situata in un punto nel quale vi era l'incrocio di diverse strade con il tempo diventate statali e quindi di grossa importanza. La stazione godeva anche di un buon flusso di traffico merci, visto la presenza di diverse industrie che utilizzavano il treno per il movimento dei prodotti. A causa del terremoto dell'Irpinia del 1980 la stazione venne rasa al suolo e al posto del fabbricato viaggiatori vennero installati alcuni prefabbricati, ancora in uso. Nel 1987 divenne impresenziata. Tra il 2006 e il 2007 subì un rinnovamento della pavimentazione e della segnaletica.
L'esercizio ferroviario sulla linea è sospeso dal 12 dicembre 2010 quando fermava ancora una coppia giornaliera di treni a Calitri-Pescopagano, e riattivato a partire dal 2016 per treni turistici. Negli anni 2020, la stazione di Calitri-Pescopagano torna ad essere occasionalmente servita dai treni storici di Fondazione FS Italiane.

## Strutture e impianti
La stazione di Calitri-Pescopagano non dispone di un fabbricato viaggiatori ma di alcuni moduli prefabbricati: questi comunque non ospitano alcun servizio per i viaggiatori e sono chiusi. All'interno della stazione si contano 2 binari passanti per il servizio passeggeri, serviti da due banchine e collegati tramite una passerella sui binari.
La stazione è dotata anche di un piccolo scalo merci, con annesso un binario tronco ed un edificio sempre prefabbricato: il traffico merci però non è più attivo.

## Movimento
Il traffico passeggeri regolare è sospeso dal dicembre 2010, mentre quello occasionale di treni storici e/o turistici è attivo dal 2016.

## Servizi
La stazione dispone di:
- Capolinea autolinee[1]